# Qingxiu
Qingxiu är ett stadsdistrikt och säte för stadsfullmäktige i Nanning i den autonoma regionen Guangxi i sydligaste Kina.